# 보통예금
보통예금(普通預金, ordinary deposit)은 은행예금 중 만기가 정해져 있지 않고, 입출금이 자유로운(요구불예금) 예금을 말한다.